# Khristovite-(Ce)
La khristovite-(Ce) è un minerale appartenente al gruppo della dollaseite.